# Wolf 489
Wolf 489 (WD 1334+039, LHS 46, G 062-053, Gliese 518)是一顆位於處女座附近的白矮星，光譜分類為DZ10.0。

## 物理參數
Wolf 489的質量約0.55個太陽質量，表面重力是107.95 ± 0.02 (8.91 · 107) cm·s−2,大約是地球重力的91 000倍，對應半徑9089公里，或地球半徑的143% 。
Wolf 489溫度約為5030K (與早期K型主序星類似);它的冷卻年齡，即退化星的年齡（不包括主序星和巨星的壽命）是5.19 Gyr。Wolf 489應該呈白色，略帶黃色，與K 型主序星的顏色幾乎相同。